# Johannes Vertholen (1771-1853)

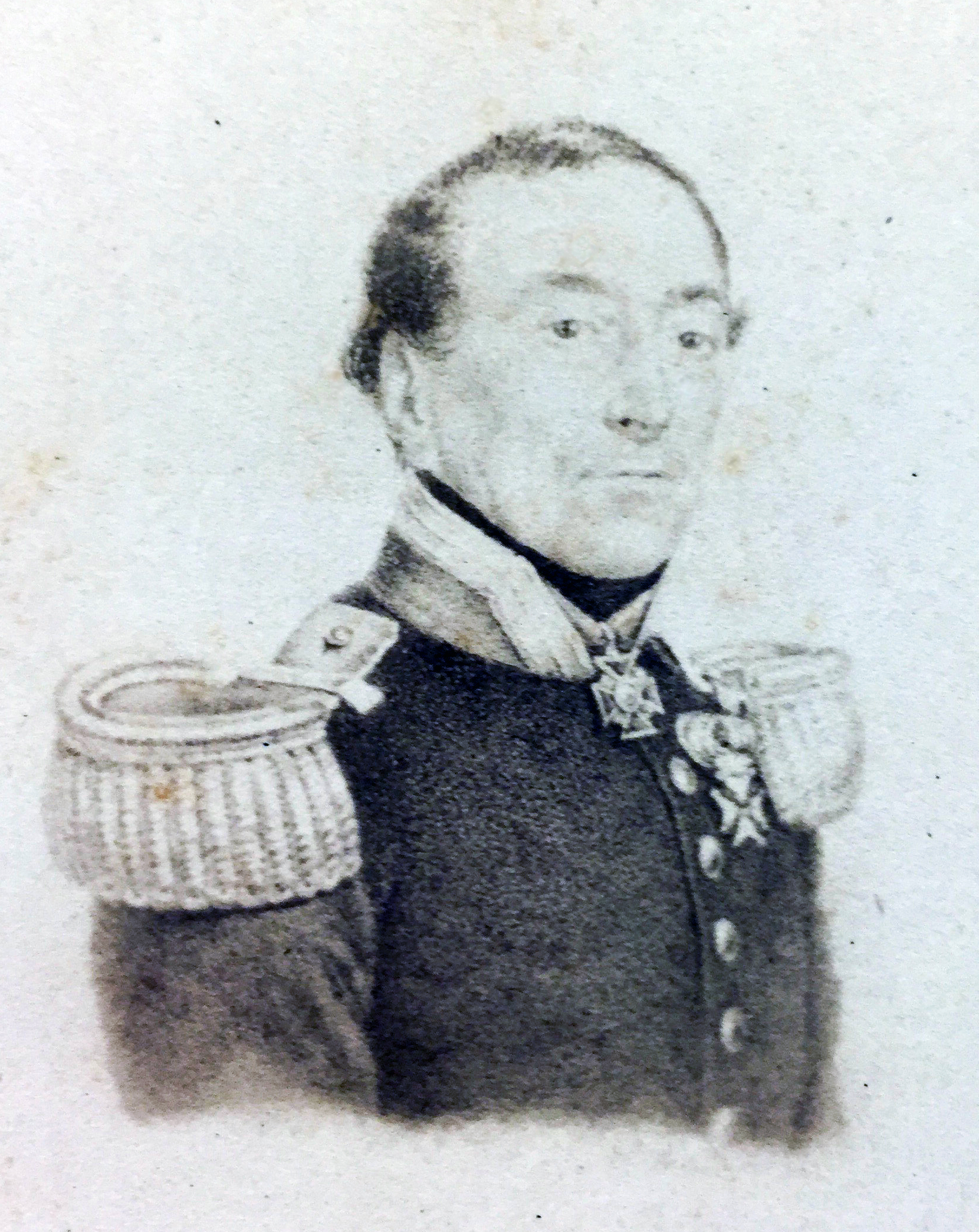
Johannes Vertholen (1771-1853)

Johannes Vertholen (Jan, Joannes) (Breda, 25 februari 1771 - Breda, 6 maart 1853) was een Nederlands generaal-majoor van de infanterie, militair commandant van vestingstad Breda tijdens de napoleontische oorlogen en de Belgische Opstand.

## Levensloop
Johannes Vertholen werd in het jaar 1771 in de stad Breda geboren op 25 februari en gedoopt op 28 februari. Zijn ouders waren Johannes Jansse Vertholen (circa 1750-1785) en Adriana Johanna van Lodensteijn (1752-1823). Zijn moeder stamde in rechte lijn af van de broer van koopman Jan Joosten van Lodensteyn. 
In mei 1787 wordt J. Vertholen tot sergeant gepromoveerd in het bataljon van Grenier. Omstreeks 1805 is hij kapitein en eerste plaats-majoor in Zutphen en in 1808 wordt hij aldaar adjudant der eerste klasse. In 1813 en 1814 is Johannes Vertholen luitenant kolonel en commandant van de vesting Breda. In die hoedanigheid speelt hij een rol tijdens en na afloop van het beleg van Breda (1813). Hiervoor wordt hij juli 1814 onderscheiden.
In 1820 was Vertholen inmiddels bevorderd tot kolonel. Bij het bezoek van koning Willem I ontving Vertholen de koning bij diens inspectie van de vesting Breda en bij de oprichting van de Koninklijke Militaire Academie aldaar. In 1831 volgde een bevordering tot generaal-majoor. Toen generaal en bevelhebber van de vesting Breda. J.E. Wildeman overleed heeft Johannes Vertholen hem tijdelijk waargenomen tot de komst van generaal David Hendrik Chassé. Bij koninklijk besluit werd Johannes Vertholen eervol ontslag verleend in mei 1840 en werd Vertholen in zijn functie opgevolgd door luitenant-kolonel Frank.

## Familie
Johannes Vertholen trouwde op 17 september 1797 met de uit Antwerpen komende Maria Josephina Hubens. Zij kregen een groot aantal kinderen waaronder Johannes Vertholen (1804-1874) kolonel der artillerie en adjudant van de gouverneur-generaal van Nederlands-Indië, Jean Etienne Vertholen (1808-1870) generaal-majoor der cavalerie en Ridder in de Orde van de Nederlandse Leeuw en dochter Johanna Josephina Vertholen (1802-1868) die in 1840 in het huwelijk trad met advocaat, auditeur-militair en president van het Hoog Militair Gerechtshof Jan Henrik Telders. Johannes Vertholen was derhalve grootvader van Mr. Adriën Telders vice-president van de Hoge Raad der Nederlanden en prof. ir. Jean Marie Telders waterbouw-hoogleraar en directeur aan de polytechnische school te Delft. Johannes Vertholen is in Breda op 82-jarige leeftijd overleden op 6 maart 1853 en op 11 maart aldaar begraven. Bovengenoemde schoonzoon Telders hield tijdens de begrafenis een toespraak.

## Onderscheidingen
- Op 27 juli 1814 werd Vertholen tot commandeur in de Russisch Keizerlijke Orde van St. Anna 2e Klasse benoemd.[10]
- Op 31 mei 1815 ontving Vertholen een zilveren eremedaille voor "burgertrouw en moed".[17]
- In 1815 ontving Vertholen bij koninklijk besluit 06-09-1815 No. 52 de Militaire Willems-Orde 4e klasse[18]